# 芽生菌病
芽生菌病（英語：Blastomycosis），也被稱為北美芽生菌病（英語：North American blastomycosis）、芽生菌性皮炎（英語：Blastomycetic dermatitis）、吉克力斯氏病（英語：Gilchrist's disease），一種因真菌感染而引起的疾病。流行於北美地區，症狀類似於組織胞漿菌病（Histoplasmosis）。

## 症狀
芽生菌病的患者會出現以下之一的症狀：

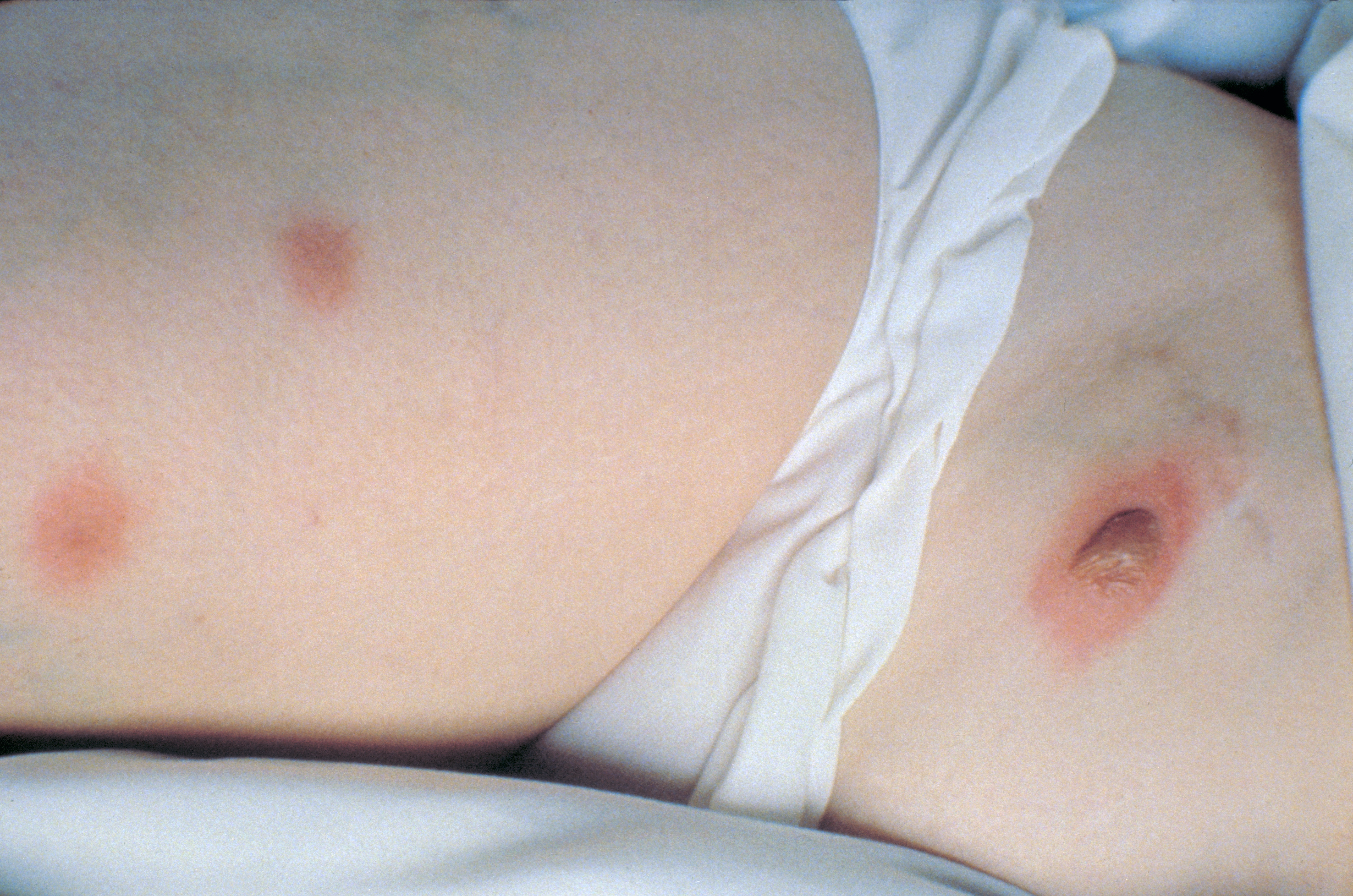
芽生菌病患者的皮膚症狀

- 類似流行性感冒，病人會發燒、寒顫、肌肉酸痛、頭痛、乾咳，但是在幾天內症狀就會舒緩。
- 類似細菌性肺炎的急性疾病，伴隨著高燒、寒顫、咳嗽有痰、肋膜性胸痛。
- 類似肺結核、肺癌的長期病患，伴隨低燒、咳嗽有痰、夜間盜汗、體重減輕。
- 一種快速、漸進、而且嚴重的疾病，類似於急性呼吸窘迫症候群（ARDS），伴隨發燒、氣短、呼吸急促、低血氧症、瀰漫性肺浸潤。
- 皮膚損傷，通常沒有特別症狀，皮膚出現小膿皰，在病灶邊緣出現潰瘍。
- 骨溶解病灶，通常會引起骨頭或關節疼痛。
- 前列腺炎，可能沒有症狀，或是導致排尿疼痛。
- 喉嚨不舒服，可能引起喉嚨嘶啞。

1. ↑  . www.cdc.gov. 2021-01-13  [2022-05-22]. （原始内容存档于2022-07-06） （美国英语）.
2. ↑  Bradsher, Robert W.; Chapman, Stanley W.; Pappas, Peter G. . Infectious Disease Clinics of North America. 2003-03, 17 (1)  [2022-05-22]. ISSN 0891-5520. PMID 12751259. doi:10.1016/s0891-5520(02)00038-7. （原始内容存档于2022-05-22）.